# Esfera de fótons
Uma esfera de fótons é uma região esférica do espaço onde a gravidade é forte o bastante para fazer com que os fótons viajem em  órbitas. O raio da esfera de fótons, o qual é também o limite mais baixo para qualquer órbita estável, é:
{\displaystyle r={\frac {3GM}{c^{2}}}}
em outras palavras, equivale a uma vez e meia o raio de Schwarzschild.
Esta equação implica que as esferas de fótons só podem existir no espaço que circunda um objeto extremamente compacto, como um buraco negro ou uma estrela de nêutrons.
Na medida em que os fótons viajam próximo ao horizonte de eventos de um buraco negro, eles podem escapar do empuxo gravitacional do buraco negro viajando em uma direção quase vertical conhecida como cone de saída. Um fóton na borda deste cone não escapará por completo da gravidade do buraco negro, passando então a orbitar o buraco negro. Estas órbitas não são estáveis.
A esfera de fótons se encontra mais distante do buraco negro que horizonte de eventos ou a ergosfera. No interior de uma esfera de fótons é possível imaginar um fóton que sai de trás de sua cabeça e passa a orbitar um buraco negro para só então poder ser visto por seus olhos.
Para buracos negros não-rotatórios, a esfera de fótons possui um raio de 3/2 Rs, onde Rs denota o raio de Schwarzschild (o raio do horizonte de eventos) - abaixo há uma derivação do resultado.  Nenhuma órbita menos acelerada com um semieixo maior menor que esta distância é possível, mas no interior da esfera de fótons, uma aceleração constante permitiria a alguma sonda ou espaçonave pairar sobre o horizonte de eventos.
Um buraco negro rotatório possui duas esferas de fótons. Na medida em que o buraco negro gira, ele suga o espaço ao seu redor. A esfera de fótons que estiver mais próxima do buraco negro se move na mesma direção que a rotação, enquanto a esfera de fótons mais externa se move no sentido oposto. Quanto maior a velocidade angular da rotação de um buraco negro, maior será a distância entre as duas esferas. Como o buraco negro possui um eixo de rotação, essa afirmação só pode ser verdadeira se a esfera de fótons se aproximar do buraco negro na direção do equador. Se ela se aproximar em um ângulo diferente, como a superfície entre os polos e o equador, haverá apenas uma esfera de fótons. Isso porque a aproximação nesses ângulos não permite que a esfera de fótons gire no sentido favorável ou contrário à rotação.

## Derivação para um buraco negro de Schwarzschild
Como um buraco negro de Schwarzschild possui uma simetria esférica, todos os eixos possíveis para uma órbita de fótons são equivalentes, e todas as órbitas circulares possuem o mesmo raio.
Esta derivação envolve o uso da métrica de Schwarzschild, dada por:
{\displaystyle ds^{2}=\left(1-{\frac {2GM}{rc^{2}}}\right)c^{2}dt^{2}-\left(1-{\frac {2GM}{rc^{2}}}\right)^{-1}dr^{2}-r^{2}({\textrm {sin}}^{2}\theta d\phi ^{2}+d\theta ^{2})}
Para um fóton viajando a um raio constante  r (ou seja, na direção coordenada Φ), ds, dr e dθ devem todos valer zero (a consequência de ds = 0 é um "intervalo de luz").
Dando o valor zero para ds, dr e dθ, tem-se:
{\displaystyle \left(1-{\frac {2GM}{rc^{2}}}\right)c^{2}dt^{2}=r^{2}{\textrm {sin}}^{2}\theta d\phi ^{2}}
Este rearranjo resulta em:
{\displaystyle {\frac {d\phi }{dt}}={\frac {c}{r{\textrm {sin}}\theta }}{\sqrt {1-{\frac {R_{s}}{r}}}}}
onde Rs é o raio de Schwarzschild.
O que se deve saber para prosseguir é a relação {\displaystyle {\frac {d\phi }{dt}}}. Para encontrá-la devemos usar a equação geodésica radial.
{\displaystyle {\frac {d^{2}r}{d\tau ^{2}}}+\Gamma _{\mu \nu }^{r}u^{\mu }u^{\nu }=0.}
Os coeficientes não-nulos de {\displaystyle \Gamma } são {\displaystyle \Gamma _{tt}^{r}={\frac {BB^{\prime }}{2}},\;\Gamma _{rr}^{r},\;\Gamma _{\theta \theta }^{r},\;\Gamma _{\phi \phi }^{r}=-Br\sin ^{2}\theta }, onde {\displaystyle B^{\prime }={\frac {dB}{dr}},B=1-{\frac {c^{2}R_{s}}{r}}}.
Trata-se a geodésica radial do fóton com a constante r e {\displaystyle \theta }, portanto
{\displaystyle {\frac {dr}{d\tau }},\;{\frac {d^{2}r}{d\tau ^{2}}},\;{\frac {d\theta }{d\tau }}=0}.
Pondo tudo isso em uma equação geodésica-r obtém-se
{\displaystyle \left({\frac {d\phi }{dt}}\right)^{2}={\frac {R_{s}}{2r^{3}\sin ^{2}\theta }}}
Comparando esse resultado com aquele obtido anteriormente, tem-se:
{\displaystyle c{\sqrt {\frac {R_{s}}{2r}}}=c{\sqrt {1-{\frac {R_{s}}{r}}}}}
onde inseriu-se radianos {\displaystyle \theta ={\frac {\pi }{2}}} (imagine que a massa central, ao redor da qual o fóton orbita, se localiza no centro do eixo das coordenadas. Então, na medida em que o fóton viaja ao longo da linha de coordenada {\displaystyle \phi }, para que a massa esteja localizada diretamente no centro da órbita do fóton, deve-se ter os radianos {\displaystyle \theta ={\frac {\pi }{2}}}).
Assim, este rearranjo resulta na expressão final:
{\displaystyle r={\frac {3}{2}}R_{s}}
que é o resultado proposto como prova na introdução.

## Órbitas de fótons ao redor de um buraco negro de Kerr
Diferentemente de um buraco negro de Schwarzschild, um buraco negro de Kerr (giratório) não possui simetria esférica, mas apenas um eixo de simetria, o que implica grandes consequências para uma órbita de fótons. Uma órbita circular só pode existir em um plano equatorial, e há duas delas (prógrada e retrógrada), com diferentes raios. Todas as outras órbitas de raio constante possuem trajetórias mais complexas que oscilam nas latitudes vizinhas ao equador.